# كيني هنتر
كيني هنتر (بالإنجليزية: Kenny Hunter)‏ هو فنان بريطاني، ولد في 1962 في إدنبرة في المملكة المتحدة.